# Steeden
Steeden ist der drittgrößte Stadtteil der Stadt Runkel. Der Ort liegt an der Lahn im mittelhessischen Landkreis Limburg-Weilburg.

## Geographie

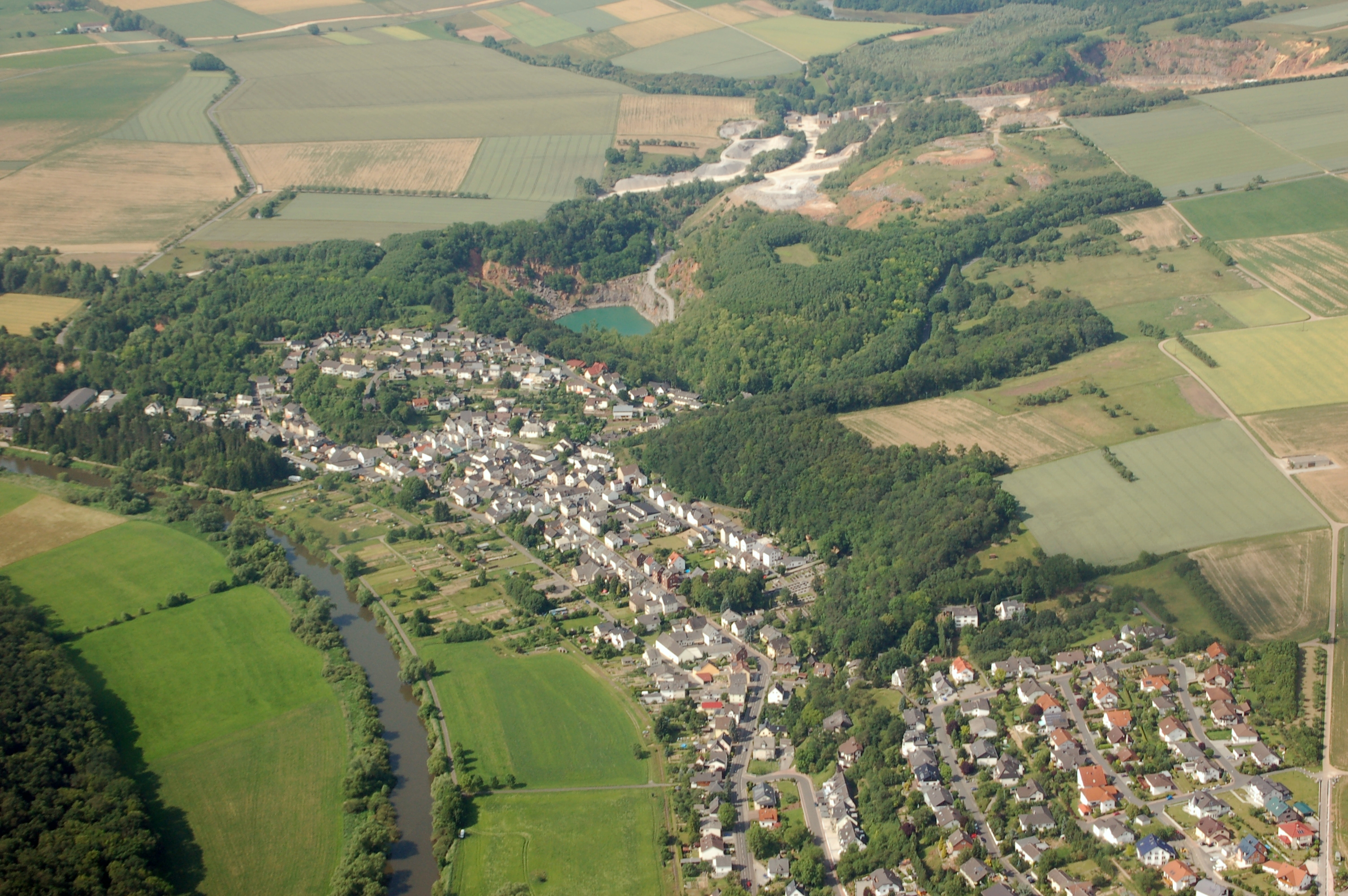
Luftbild aus Richtung Südosten, Kalksteinbrüche rechts oben im Bild

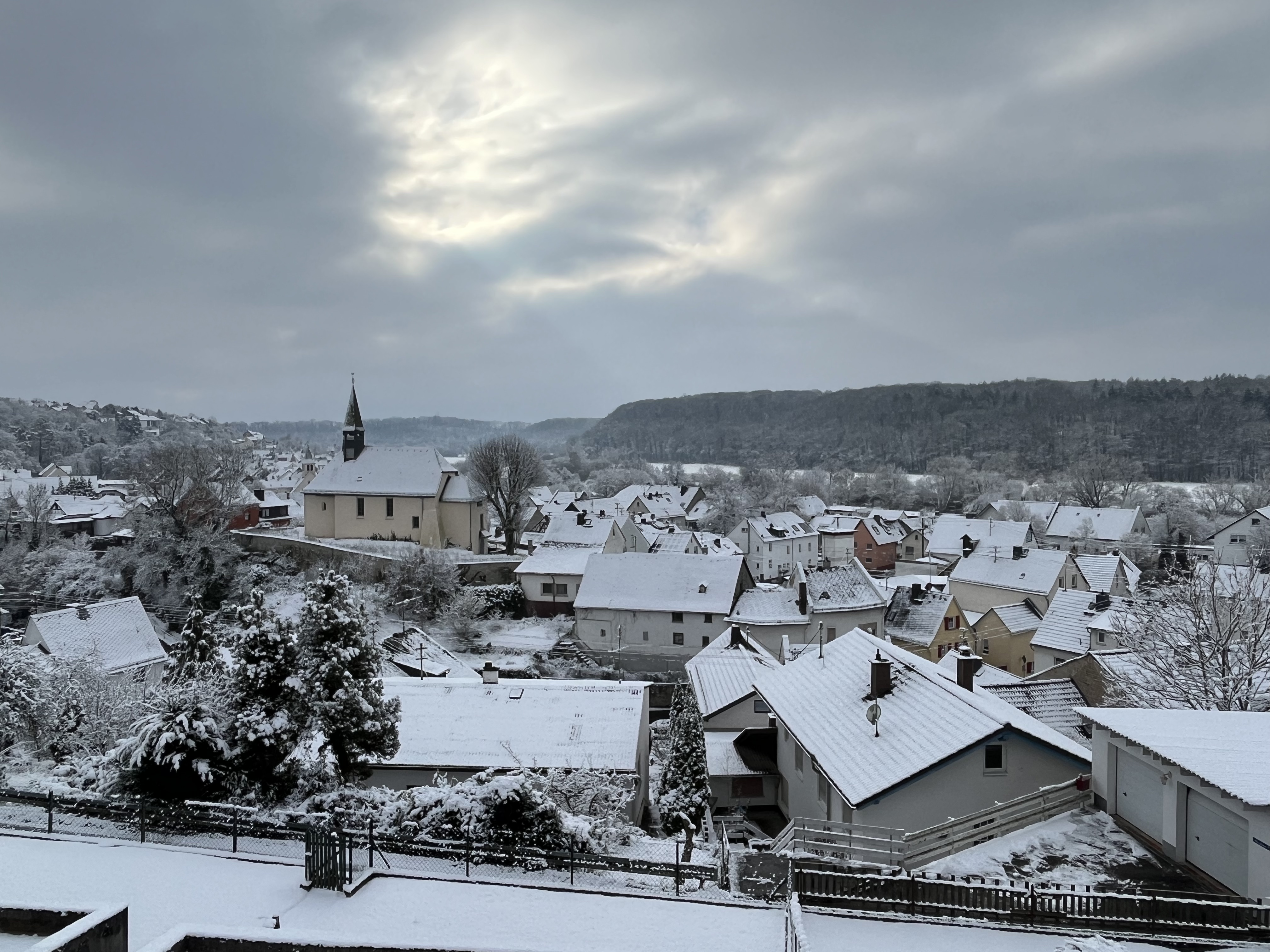
Dorfbild Steeden

Steeden liegt im Limburger Becken an einem nach Norden verlaufenden Bogen der Lahn, die hier eine hufeisenförmige Nordostkurve beschreibt, bevor sich das eingeschnittene Untertal flussabwärts in der zentralen Beckenregion weitet. Durch seine Lage rechtsseitig zwischen der Lahn und dem Hang der östlich anschließenden Flussterrassen hat sich Steeden zu einem Reihendorf entwickelt. Von wirtschaftlicher Bedeutung sind bis heute die nördlich des Ortes anstehenden devonischen Massenkalke, deren Abbau die Landschaft nachhaltig verändert hat.
Die in Nord-Süd-Richtung länglich verlaufende, rund 400 Hektar große Gemarkung mit einem Ausläufer nach Osten grenzt im Norden an den Beselicher Ortsteil Niedertiefenbach, im Nordosten an Hofen, im Osten an Schadeck, im Südosten und Süden an die Kernstadt Runkel, im Südwesten an Ennerich und im Westen an Dehrn. Das Gelände steigt an beiden Seiten der Lahn an, besonders aber am Nordufer. Der Ort liegt größtenteils auf dem dortigen Hang. Ein kleineres Bachtal, das inzwischen durch den Kalkabbau deutlich ausgeweitet wurde, trifft in der Ortslage von Nordwesten her kommend auf das Lahntal. Sowohl lahnauf- als auch -abwärts des Orts weitet sich das Flusstal zu einer breiten Auenzone. Am Lahnufer sinkt das Gelände auf rund 110 Meter ab. Der Ort selbst erstreckt sich bis auf rund 160 Meter, im nordöstlichen Gemarkungsteil werden bis zu 195 Meter erreicht, im südwestlichen bis zu 150 Metern. Abgesehen von Einschnitt des Lahntals, weist die Gemarkung nur geringe Höhenunterschiede auf. Das Gelände der Steedener Gemarkung besteht vor allem aus landwirtschaftlich genutzter Fläche. Der Gemarkungsteil, der vom Ort aus gesehen auf der gegenüberliegenden Lahnseite liegt, besteht größtenteils aus dem Steedener Anteil an einem größeren Waldgebiet. Kleinere Waldstücke befinden sich nördlich und östlich des Orts. Der Tiefenbach durchfließt vom Norden kommend die Ortsmitte und mündet in die Lahn. Der aktive sowie stillgelegte Kalksteinbrüche und die Flussauen der Lahn umfassen ebenfalls größere Teile der Steedener Gemarkung.

## Geschichte

### Die Steedener Höhlen

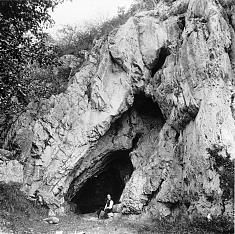
Eingang zur Wildscheuer, etwa 1925

In Steeden bewegt man sich auf prähistorischem Boden. Die beiden heute nicht mehr vorhandenen Höhlen „Wilde Scheuer“ (auch „Wildscheuer“) und „Wildes Haus“ sind bedeutend, da jungpaläolithische Funde in Hessen außerordentlich spärlich sind. Die Höhlen fielen mitsamt dort noch liegender steinzeitlicher Fundstücke in den 1950er-Jahren dem Kalkabbau zum Opfer. Die aufgefundenen Mammutknochen (ein Mammut ziert die Flagge von Steeden) wurden ab etwa 1846 in die Knochenmühle in Limburg gegeben und dort zermahlen.
Das frühe Jungpaläolithikum (rund 35.000 bis 29.000 vor Christus) lässt sich durch die Aurignacienfunde aus der Wildscheuer und dem Wildhaus belegen (Steinartefakte aus Kieselschiefer, Speerspitzen aus Mammutknochen). Das mittlere Jungpaläolithikum (etwa 28.000 bis 21.000 vor Christus) kann man mit der Gravettien-Schicht aus der Wildscheuer (Funde aus Chalcedon und Feuerstein, verzierter Vogelknochen) nachweisen. Das späte Jungpaläolithikum (etwa 15.000 bis 11.500 vor Christus) ist allein durch die Magdalénienschicht der Wildscheuer belegt (Kratzer, Stichel, spitzklingenartige Bohrer). Die Höhlen waren in der Alt- und Mittelsteinzeit gleichzeitig von mehreren Familien der Cro-Magnon-Menschen bewohnt.
Die nach Südwesten offene Wildscheuerhöhle war am Eingang 6 m breit und 7 m hoch und führte 18 m tief in den Berg hinein. Die Höhle Wildhaus lag etwa 65 m südlich der Wildscheuerhöhle. Es handelte sich den Maßen nach eher um eine Felsspalte (54 cm breit, 3,5 m hoch, etwa 11 m tief), die bereits 3 m nach dem Eingang nur noch auf Knien begangen werden konnte.
Zahlreiche Artefakte werden seit den ersten wissenschaftlichen Ausgrabungen im Jahr 1870 in der Sammlung Nassauischer Altertümer aufbewahrt, die von der Stiftung Stadtmuseum Wiesbaden kuratiert werden. Die letzte Notgrabung erfolgte 1953.
Zeitweise wurden Schädel-Fragmente aus der Wildscheuer dem Neandertaler zugeschrieben; in jüngerer Zeit stellte sich jedoch heraus, dass diese Knochen von einem Höhlenbär stammen.

### Ortsgeschichte
Über der Höhle Wildscheuer, auf dem sogenannten „Herrenplatz“, lag eine Ringwallanlage, welche der Frühlatènezeit zugeordnet wurde. Bei Ausgrabungen fand man dort noch einige Opfergruben.
Beim Bau der Brecher- und Waschanlage des Kalkwerkes, oberhalb des Löhrbruches, fand man einen Friedhof, der aus der fränkischen Kolonisation im späten 7. Jahrhundert stammt. In unmittelbarer Nähe befand sich auch eine Franken-Siedlung, welcher der Friedhof zugeordnet wurde. Bei den Ausgrabungen der Gräber fand man eine Amulettkapsel mit christlichen Symbolen und eine Pressfibel aus Silberblech mit Runeninschrift.
Ersterwähnung
Im Jahr 2008 feierte Steeden sein 750-jähriges Jubiläum, da die bis dahin älteste vorliegende urkundliche Erwähnung des Dorfes aus dem Jahr 1258 stammte. Diese schriftliche Erwähnung kann man einer „Westerburger Urkunde“ entnehmen, in der ein „Marquard von Steden“ erwähnt wird. Es ist die Urkunde, mit der Siegfried von Westerburg mit Graf Otto von Nassau den Wildbann und die Fischereirechte verhandelt hatte.
Im Jahr 2016 wurde durch Recherchen des Vereinsmitgliedes des Heimat- und Geschichtsvereins, Hans-Jürgen Eck, eine Urkunde bekannt, in der Steeden bereits im Jahr 821 erwähnt wird. Es handelt sich hierbei um ein Dokument, mit dem Waltrada, Witwe des adligen Adrian, des Sohnes von Gerold des Älteren, ihre Besitztümer mit dem Einverständnis des Voto, dem Grafen vom Wormsgau und Lahngau, dem Stift Bonifaz in Fulda schenkte. In dieser Schenkungsurkunde heißt es:
Die Besitztümer wie Felder, Wiesen, Weiden, Weinberge, Wässer und Wasserläufe sowie Gebäude und Gebräuchlichkeiten im Wormsgau und Trachau sowie im Lahngau und hier in Velden, Weil, Bernbach, Steden, insbesondere ein eingefriedetes Stück Land an der Weilbach und in den Gemarkungen der Dörfer Steden und Velden, ferner mit allen Leibeigenen mit ihrem Erarbeiteten und Erworbenen werden dem Stift Bonifaz in Fulda geschenkt. Die Urkunde wurde durch den Abt Habranus ausgestellt und 824 in ein Urkundenbuch eingestellt. Vorhandene lateinische Abschriften stammen von Johanis Friedrich Schannat im Urkundenbuch "Corpus Traditionum Fuldensium" aus dem Jahr 1724 und von Ernst Friedrich Johann Dronke im "Codex Diplomaticus Fuldensis" aus dem Jahr 1850.
Der Ort entwickelte sich um die heutige Johanneskapelle, die erste Steedener Kirche, welche erstmals im Jahr 1290 urkundlich erwähnt wurde. Gebaut wurde sie wohl schon ca. 100 Jahre früher. Sie gehörte damals zum Lubentiusstift in Dietkirchen. Die Kirche galt als vorgeschobener Posten des Klosters Prüm in der Eifel, von dem die Christianisierung des Lahngebiets ausgegangen war.
Vom Stift Dietkirchen ging Steeden in den Besitz der Grafen von Molsberg, von diesen in den Besitz eines Dietmar von Heyden und von diesem wieder in den Besitz der Grafen von Molsberg und nach Verkauf an den Schöffen von Montabaur, Konrad Hellwich, in den Besitz der Grafen von Diez, über.
Am 28. Juni 1366 konnten die Brüder Friedrich und Dietrich von Runkel, Söhne des Siegfried von Runkel und Anna von Diez, vom Hochverschuldeten Grafen Gerhard VII. von Diez den Zehnt Aumenau (ohne Niederselters), Schupbach (ohne Beselich) und die Dörfer Ennerich, Steeden und Hofen in ihren Pfandbesitz bringen. Am 1. Februar 1376 wurde der Pfandbesitz in ein sog. Mannlehen umgewandelt. 1553 führten die Grafen von Runkel die Reformation reformierter Prägung ein, wodurch die Steedener Einwohner bis heute überwiegend der Evangelischen Kirche in Hessen und Nassau angehören.
Der Dreißigjährige Krieg
Im Dreißigjährigen Krieg lag Steeden im Durchmarschgebiet der verschiedenen Heere. Insbesondere ein vom kaiserlichen Heer errichtetes Feldlager zwischen Runkel, Dehrn, Ahlbach und Niedertiefenbach vernichtete fast vollständig die Existenz der Steedener Einwohner. Die durch Eilmärsche erschöpften Soldaten nahmen alles was sie gebrauchen konnten. Dadurch kam es in Steeden zu Hungersnöten, zum Überleben war man gezwungen, sein Ackerland an Bauern der nicht betroffenen Orte zu verkaufen. Hierdurch wurden insbesondere die Hofener Bauern reich und erhielten einen Großteil des Ackerlandes der Steedener. Damit lässt sich erklären, warum Steeden heute noch eine der kleinsten Gemarkungen der Gesamtstadt Runkel besitzt. Da durch die damalige Armut die Steedener Bürger sich und ihre Kinder fast nicht ernähren konnten und teilweise auf Almosen angewiesen waren, erhielten sie zudem noch den Ortsnecknamen die „Steedener Kuckucke“.
Hessische Gebietsreform (1970–1977)
Zum 1. Dezember 1970 fusionierten die bis dahin selbstständige Gemeinde Steeden und weitere Gemeinden, im Zuge der Gebietsreform in Hessen, mit der Stadt Runkel. Dadurch wurde Steeden ein Stadtteil von Runkel.
Für die eingegliederten Gemeinden sowie für die Kernstadt wurde je ein Ortsbezirk mit Ortsbeirat und Ortsvorsteher nach der Hessischen Gemeindeordnung gebildet.

### Verwaltungsgeschichte im Überblick
Die folgende Liste zeigt die Staaten bzw. Herrschaftsgebiete und deren untergeordnete Verwaltungseinheiten, denen Steeden angehört(e):
- vor 1806: Heiliges Römisches Reich, Grafschaft (seit 1791 Fürstentum) zu Wied-Runkel, Amt oder Herrschaft Runkel
- 1806–1813: Großherzogtum Berg, Département Sieg, Arrondissement Dillenburg, Kanton Runkel (ab 1811 Kanton Hadamar)
- 1813–1815: Fürstentum Nassau-Oranien, Amt Runkel
- ab 1816: Herzogtum Nassau, Amt Runkel
- ab 1849: Herzogtum Nassau, Kreisamt Limburg[Anm. 1]
- ab 1854: Herzogtum Nassau, Amt Runkel
- ab 1867: Norddeutscher Bund, Königreich Preußen, Provinz Hessen-Nassau, Regierungsbezirk Wiesbaden, Oberlahnkreis[Anm. 2]
- ab 1871: Deutsches Reich, Königreich Preußen, Provinz Hessen-Nassau, Regierungsbezirk Wiesbaden, Oberlahnkreis
- ab 1918: Deutsches Reich, Freistaat Preußen, Provinz Hessen-Nassau, Regierungsbezirk Wiesbaden, Oberlahnkreis
- ab 1944: Deutsches Reich, Freistaat Preußen, Provinz Nassau, Oberlahnkreis
- ab 1945: Deutsches Reich, Amerikanische Besatzungszone, Groß-Hessen, Regierungsbezirk Wiesbaden, Oberlahnkreis
- ab 1946: Deutsches Reich, Amerikanische Besatzungszone, Hessen, Regierungsbezirk Wiesbaden, Oberlahnkreis
- ab 1949: Bundesrepublik Deutschland, Hessen, Regierungsbezirk Wiesbaden, Oberlahnkreis
- ab 1968: Bundesrepublik Deutschland, Hessen, Regierungsbezirk Darmstadt, Oberlahnkreis
- ab 1970: Bundesrepublik Deutschland, Hessen, Regierungsbezirk Darmstadt, Oberlahnkreis, Stadt Runkel
- ab 1974: Bundesrepublik Deutschland, Hessen, Regierungsbezirk Darmstadt, Landkreis Limburg-Weilburg, Stadt Runkel
- ab 1981: Bundesrepublik Deutschland, Hessen, Regierungsbezirk Gießen, Landkreis Limburg-Weilburg, Stadt Runkel

### Industriegeschichte

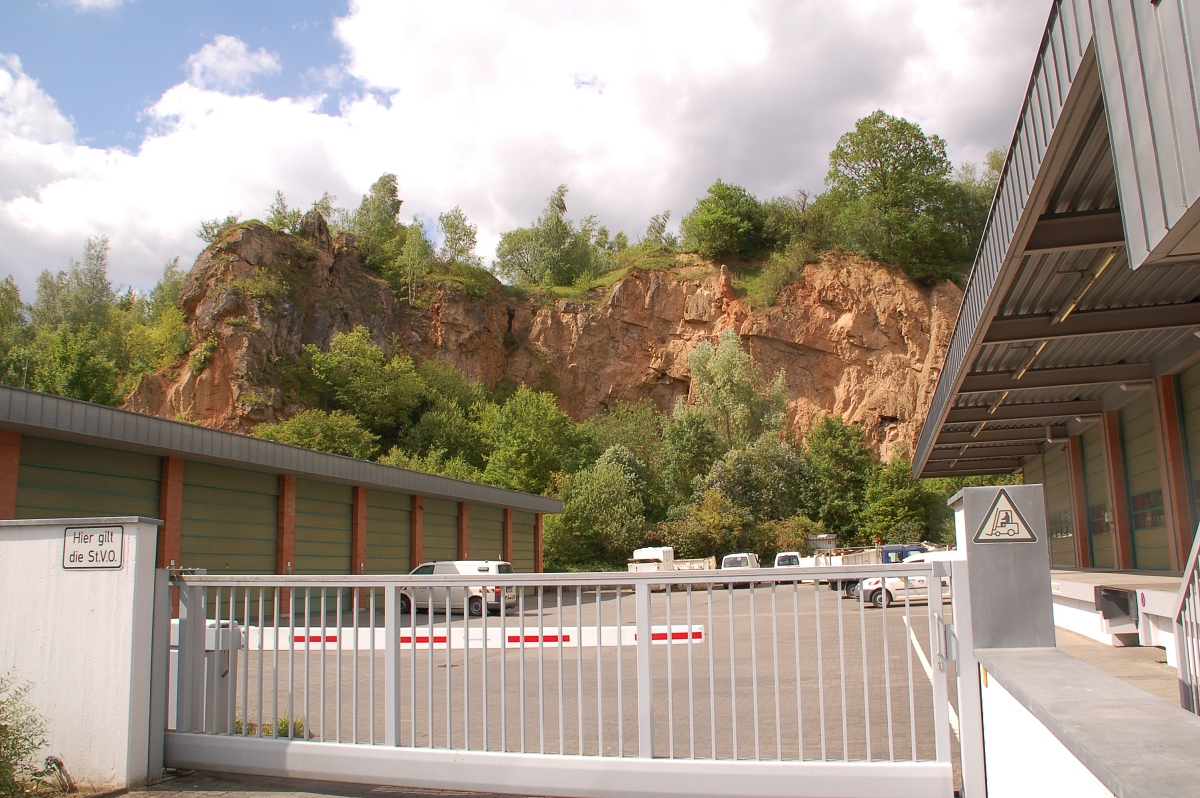
Felswand im stillgelegten Kalksteinbruch bei Steeden, heute unmittelbar an ein Gewerbegebiet angrenzend

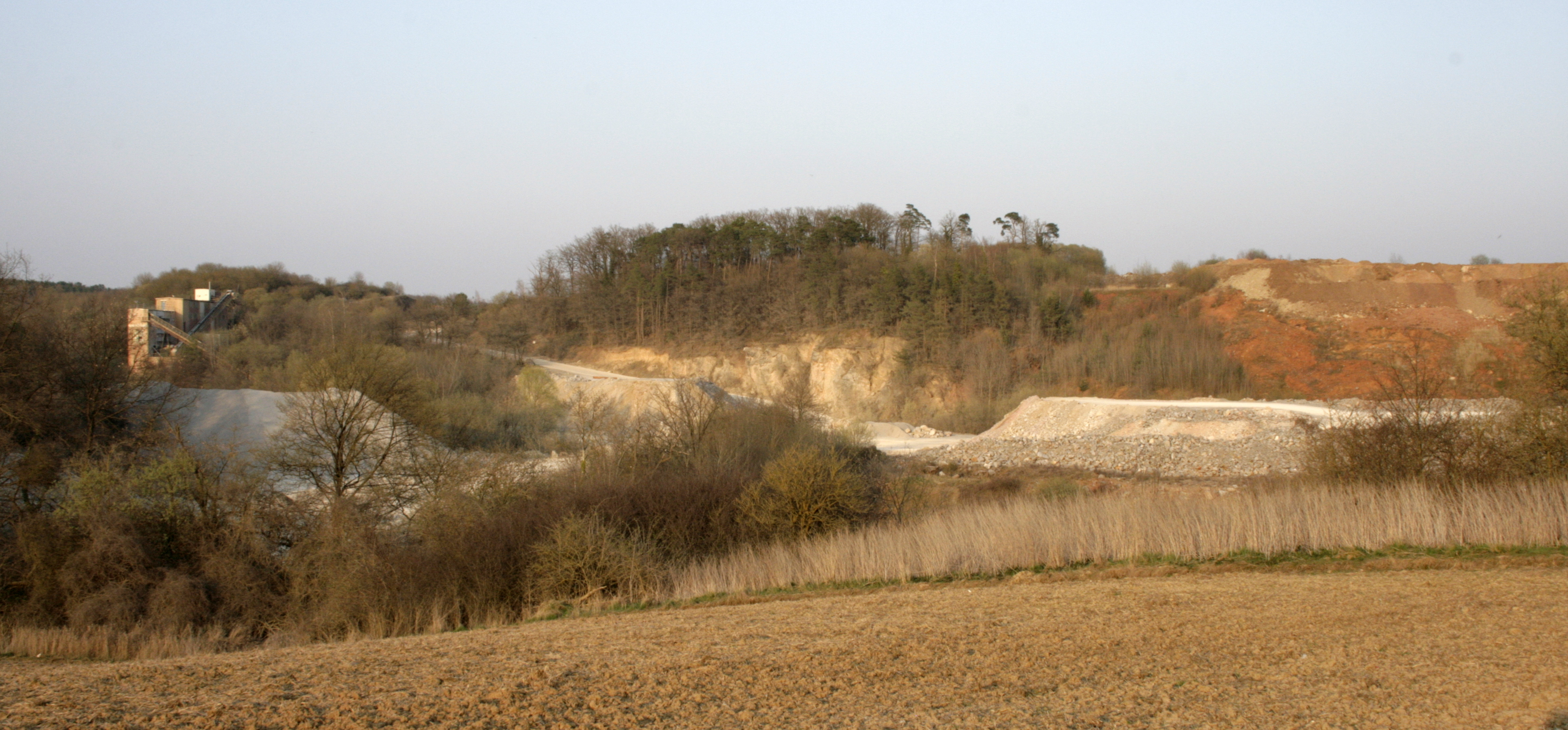
Kalksteinbruch nordöstlich des Orts

Steeden ist seit Mitte des 19. Jahrhunderts ein Zentrum der Kalkindustrie. Bereits 1850 wurde das erste industrielle Werk, die Firma Röth, gegründet. Bis heute wurden drei große Steinbrüche genutzt, von denen noch einer in Betrieb ist, der aber zum Teil auf dem Gebiet des Nachbarorts Hofen liegt. 1924 kam das Unternehmen in den Besitz der Diezer Unternehmerfamilie Schaefer, die es heute wieder betreibt. 1941 wechselte der Besitz an IG Farben, nach dem Zweiten Weltkrieg an BASF, 1970 an die Rheinisch-Westfälischen Kalkwerke und 1999 wieder zurück an Schaefer Kalk. Mehr als 500 Arbeitnehmer waren in den 1950er Jahren im Steinbruch und im Kalkwerk beschäftigt. Der Kalktransport fand zeitweise auf der Kerkerbachbahn statt.
Eine untergeordnete Rolle spielte bis Ende der 1950er Jahre der Marmor- und Manganabbau in Steeden.

### Bevölkerung
Einwohnerentwicklung
| Steeden: Einwohnerzahlen von 1834 bis 2020 | Steeden: Einwohnerzahlen von 1834 bis 2020 | Steeden: Einwohnerzahlen von 1834 bis 2020 | Steeden: Einwohnerzahlen von 1834 bis 2020 | Steeden: Einwohnerzahlen von 1834 bis 2020 |
| --- | ------------------------------------------ | ------------------------------------------ | ------------------------------------------ | ------------------------------------------ |
| Jahr |                                            |                                            |                                            | Einwohner                                  |
| 1834 | 1834                                       |                                            | 329                                        | 329                                        |
| 1840 | 1840                                       |                                            | 349                                        | 349                                        |
| 1846 | 1846                                       |                                            | 385                                        | 385                                        |
| 1852 | 1852                                       |                                            | 435                                        | 435                                        |
| 1858 | 1858                                       |                                            | 467                                        | 467                                        |
| 1864 | 1864                                       |                                            | 521                                        | 521                                        |
| 1871 | 1871                                       |                                            | 549                                        | 549                                        |
| 1875 | 1875                                       |                                            | 536                                        | 536                                        |
| 1885 | 1885                                       |                                            | 645                                        | 645                                        |
| 1895 | 1895                                       |                                            | 651                                        | 651                                        |
| 1905 | 1905                                       |                                            | 654                                        | 654                                        |
| 1910 | 1910                                       |                                            | 696                                        | 696                                        |
| 1925 | 1925                                       |                                            | 805                                        | 805                                        |
| 1939 | 1939                                       |                                            | 833                                        | 833                                        |
| 1946 | 1946                                       |                                            | 1.231                                      | 1.231                                      |
| 1950 | 1950                                       |                                            | 1.253                                      | 1.253                                      |
| 1956 | 1956                                       |                                            | 1.210                                      | 1.210                                      |
| 1961 | 1961                                       |                                            | 1.223                                      | 1.223                                      |
| 1967 | 1967                                       |                                            | 1.323                                      | 1.323                                      |
| 1970 | 1970                                       |                                            | 1.452                                      | 1.452                                      |
| 1980 | 1980                                       |                                            | ?                                          | ?                                          |
| 1990 | 1990                                       |                                            | ?                                          | ?                                          |
| 2000 | 2000                                       |                                            | ?                                          | ?                                          |
| 2011 | 2011                                       |                                            | 1.468                                      | 1.468                                      |
| 2020 | 2020                                       |                                            | 1.395                                      | 1.395                                      |
| Datenquelle: Historisches Gemeindeverzeichnis für Hessen: Die Bevölkerung der Gemeinden 1834 bis 1967. Wiesbaden: Hessisches Statistisches Landesamt, 1968. Weitere Quellen: LAGIS; Stadt Runkel; Zensus 2011 |                                            |                                            |                                            |                                            |

Einwohnerstruktur 2011
Nach den Erhebungen des Zensus 2011 lebten am Stichtag dem 9. Mai 2011 in Steeden 1486 Einwohner. Darunter waren 27 (1,8 %) Ausländer.
Nach dem Lebensalter waren 248 Einwohner unter 18 Jahren, 621 zwischen 18 und 49, 324 zwischen 50 und 64 und 470 Einwohner waren älter.
Die Einwohner lebten in 450 Haushalten. Davon waren 117 Singlehaushalte, 132 Paare ohne Kinder und 165 Paare mit Kindern, sowie 36 Alleinerziehende und 3 Wohngemeinschaften. In 75 Haushalten lebten ausschließlich Senioren/-innen und in 315 Haushaltungen lebten keine Senioren/-innen.
Religionszugehörigkeit
| Quelle: Historisches Ortslexikon |                                                                     |
| • 1885:                          | 613 evangelische (= 95,04 %), 32 katholische (= 4,96 %) Einwohner   |
| • 1961:                          | 987 evangelische (= 80,70 %), 224 katholische (= 18,32 %) Einwohner |

## Religion

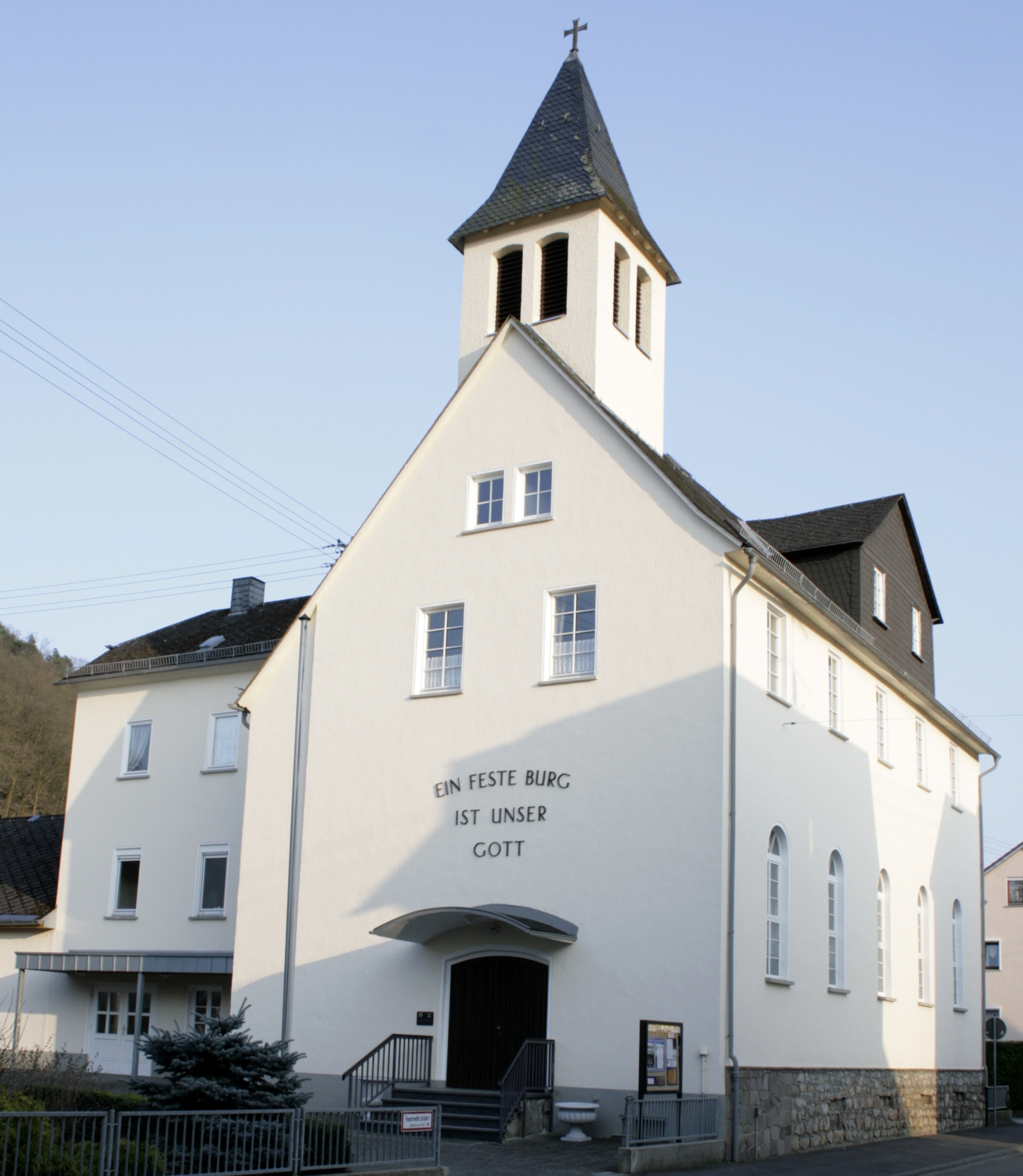
Lutherische Kirche in der Ortsmitte

Der Großteil der Steedener Einwohner, rund 500, gehört der Evangelischen Kirchengemeinde Steeden an, die zur  Evangelischen Kirche in Hessen und Nassau zählt und nutzt die Johannes-Kapelle für ihre Gottesdienste. Rund 200 Einwohner gehören der römisch-katholischen Kirche an und sind der Katholischen Pfarrgemeinde Heilig Geist Goldener Grund / Lahn mit Sitz in Brechen zugehörig (Kirche Mariä Heimsuchung Runkel). Ihre Vorfahren kamen mehrheitlich nach dem Zweiten Weltkrieg als Heimatvertriebene aus dem Sudetenland nach Steeden. 
Eine weitere Kirchengemeinde Steedens ist die 1846 gegründete Evangelisch-Lutherische Zionsgemeinde der Selbständigen Evangelisch-Lutherischen Kirche (SELK) mit rund 400 Mitgliedern. Diese Kirchengemeinde verfügt seit 1849 über ein eigenes Gotteshaus, welches an Christi Himmelfahrt (17. Mai) 1849 geweiht wurde. Aus dieser Kirchengemeinde hat sich später ein Teil der Evangelisch-Lutherischen Freikirche (ELFK) heraus entwickelt. Außerdem entwickelte sich aus ihr die Evangelisch-Lutherische Immanuel-Gemeinde. Letztere nutzt für ihre Gottesdienste ein Gemeindezentrum, welches neu errichtet und am 8. Dezember 1991 der Gemeinde übergeben wurde.

## Politik
Seit den Kommunalwahlen in Hessen 2021 ist der Ortsvorsteher Mirco Hochfellner (SPD).

## Kultur und Sehenswürdigkeiten

### Vereine
Steeden verfügt über die im Jahr 1934 gegründete Freiwillige Feuerwehr Steeden mit ihrer Jugendfeuerwehr (Gründung am 29. November 1975), den 1898 gegründeten Turn- und Sportverein TSV Jahn Steeden, einen Obst- und Gartenbauverein, einen Kleintierzuchtverein, den Kirchen- und Posaunenchor der SELK und seit Mai 2009 über einen Heimat- und Geschichtsverein.

### Johanneskapelle

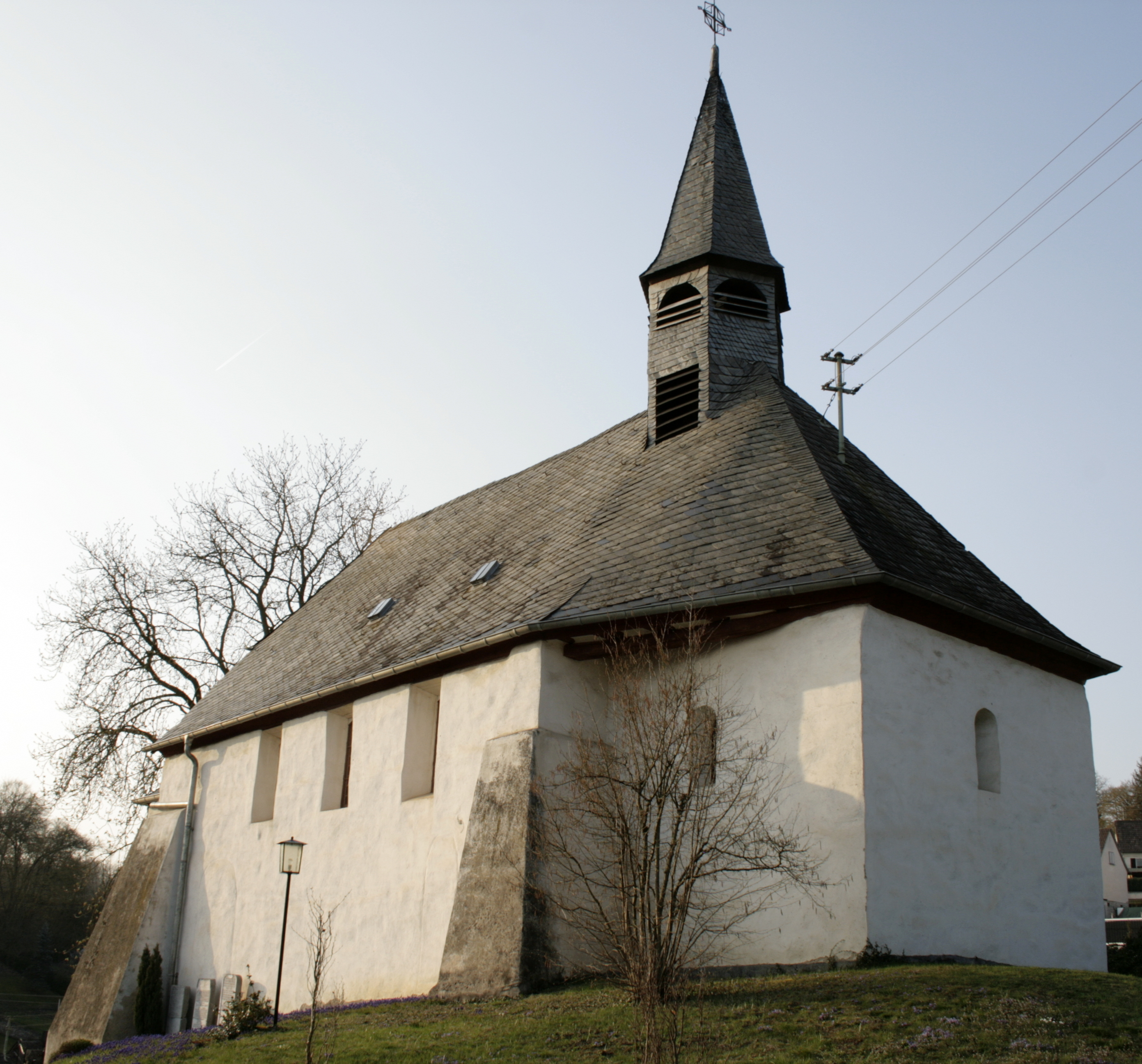
Johanneskapelle

Bei Untersuchungen der Bausubstanz der Johanneskapelle hat man festgestellt, dass die Kirche wahrscheinlich schon im 11. Jahrhundert – im romanischen Stil – gebaut wurde. Ein Fenster auf der Nordseite des Chores besitzt noch die alte romanische Fassung.
Das Innere der Kapelle war, da es sich um eine reformierte Kirche handelt, bis in die 1960er Jahre nüchtern gehalten, ohne Bild und Symbol. Bei der 1968 durchgeführten Renovierung hat man am Altarbogen die ursprünglich aufgebrachten Fresken von zwei Heiligen wieder freigelegt und restauriert. Weiterhin hat man bei dieser Restaurierung aus dem ehemaligen Sockel des Altares eine Taufschale gefertigt und die ehemalige Altarplatte („Die Mensa“) mit einer Inschrift versehen und hinter dem Taufbecken an der Wand angebracht.
Der Altar hat heute eine kubische Form. Er ist aus Holz, welches in der Kirche gefunden wurde, gefertigt worden.
Rund um das Gotteshaus lag früher der Gottesacker, von zwei Seiten zugänglich und von Kastanien beschattet. Heute ist es eine Grünfläche, von den ehemals vorhandenen vier Kastanien ist nur noch eine vorhanden.

## Wirtschaft und Infrastruktur

### Industrie
Der aktuell betriebene Kalksteinbruch „Schneelsberg-Nordost“, der an der Straße zwischen Hofen und Niedertiefenbach liegt, liefert heute rund 500.000 Tonnen Rohstoff pro Jahr.

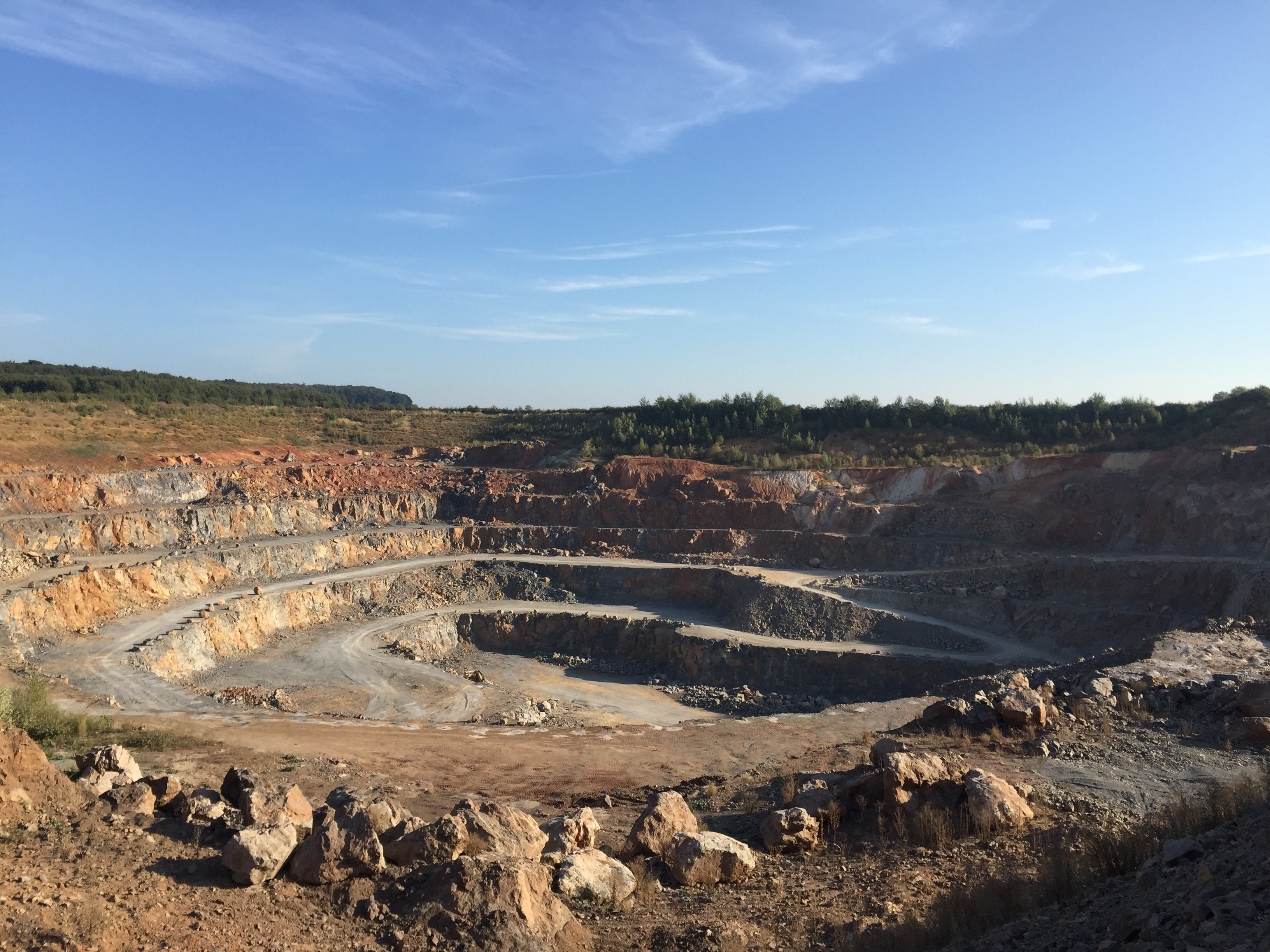
Steinbruch Schneelsberg Nordost

Dort lagern noch Kalkvorkommen für die nächsten 7–8 Jahre Steinbruchbetrieb – dann soll ein neuer Steinbruch in der Gemarkung Schupbach, mit dem Flurnamen „Hengen“, in Betrieb genommen werden. Im jetzigen Steinbruch und Kalkwerk werden rund 50 Mitarbeiter beschäftigt. Derzeit (Winter 2018) wird das Kalkwerk um eine Stückkalkverladeanlage erweitert. Das Kalkwerk mit seinen Brennöfen ist über die ehemalige Kerkerbachbahn mit dem Bahnhof Kerkerbach, im Anschlussbahnbetrieb, angebunden.

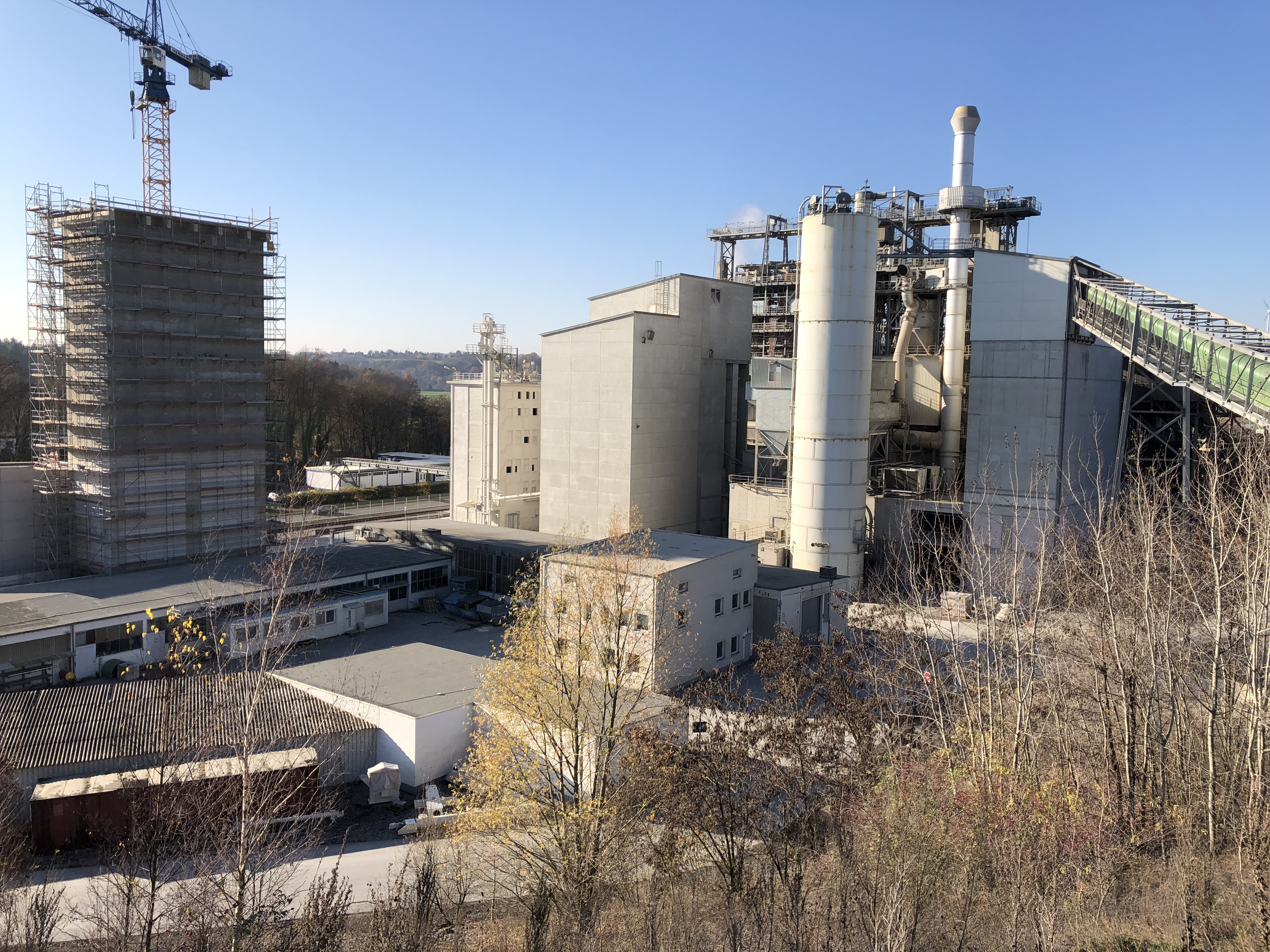
Kalkwerksanlage Steeden der Schaefer Kalk im Jahr 2018

Neben der Kalkindustrie hat sich 1970 in der Lahnaue in Richtung Runkel der Unternehmensbereich Automotive der Richard Klinger GmbH angesiedelt, welcher dort Zylinderkopf-Spezialdichtungen sowie Abschirmteile für die gesamte Automobilindustrie herstellt. Der Unternehmensbereich fusionierte 1994 zur ElringKlinger GmbH. Heute beschäftigt diese im Werk Runkel-Kerkerbach rund 280 Mitarbeiter.
Am Ortsrand aus Richtung Dehrn betreibt die Süwag Energie AG eine Betriebsstelle.

### Verkehr

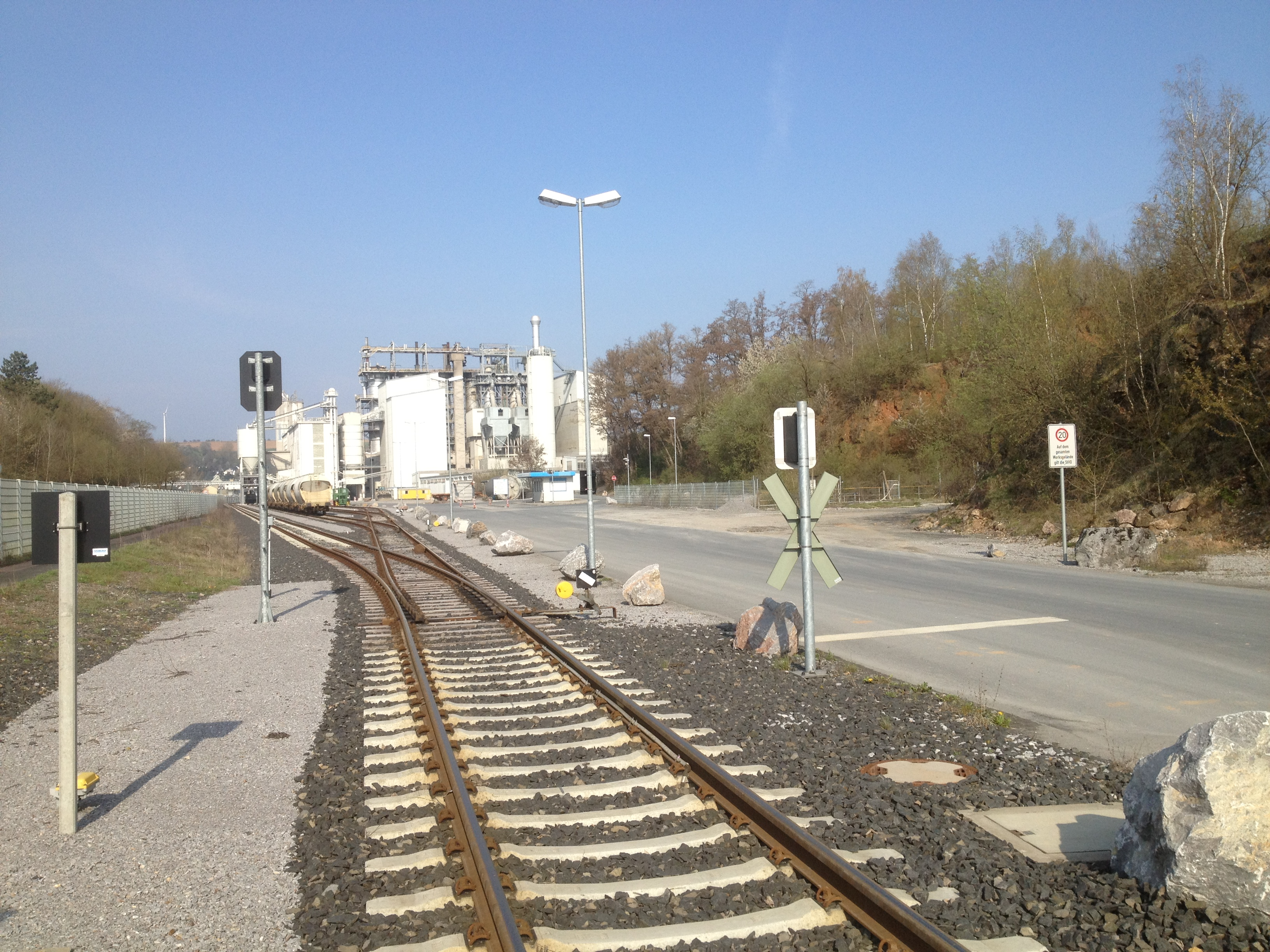
Gleisanschluss Kalkwerk Steeden

Steeden ist seit 1862 über den Bahnhof „Kerkerbach“ an die Lahntalbahn Koblenz – Gießen (Kursbuchstrecke 625 – RE25/RB25 der Hessischen Landesbahn / DB Regio AG) angeschlossen. In Kerkerbach halten werktäglich ca. 30 Züge in Richtung Gießen und Limburg (Lahn)/Koblenz. Im Sommer 2009 ist die 1984 stillgelegte Kerkerbachbahn auf einem kurzen Abschnitt (ca. 2,9 km) als Anschlussbahn der Firma Schaefer Kalk GmbH & Co. KG wieder in Betrieb genommen worden. Der Gleisanschluss verbindet das Kalkwerk mit der Lahntalstrecke im Bahnhof Kerkerbach und dient ausschließlich zum Gütertransport.
Über eine Landesstraße erreicht man Steeden von den Nachbarorten Runkel und Dehrn. Außerdem kann das Dorf über die Landesstraßen von Hofen und Niedertiefenbach erreicht werden. Über eine Gemeindestraße – die Heerstraße – erreicht man Schadeck.
Die Bundeswasserstraße Lahn ist bis zu den Stromschnellen unterhalb von Steeden (Flusskilometer 70,0) auch für größere Motorboote schiffbar.

### Sicherheit
Die Freiwillige Feuerwehr Steeden, gegr. 1934 (seit 29. November 1975 mit Jugendfeuerwehr), sorgt für den abwehrenden Brandschutz und die allgemeine Hilfe.